# Wild Side (2004)
Wild Side (no Brasil, Lado Selvagem) é um filme de drama anglo-franco-belga de 2004 dirigido e escrito por Sébastien Lifshitz. Estrelado por Stéphanie Michelini e Yasmine Belmadi, estreou no Festival Internacional de Cinema de Berlim em 22 de fevereiro.

## Elenco
- Stéphanie Michelini - Stéphanie
- Yasmine Belmadi - Djamel
- Edouard Nikitine - Mikhail
- Josiane Stoléru - mãe
- Aurélie Guichard
- Antony Hegarty - cantor
- Liliane Nataf
- Christophe Sermet - Nicolas